# Olivier Tébily
Olivier Tébily (ur. 19 grudnia 1975 w Abidżanie) – piłkarz występujący na pozycji obrońcy, a czasami jako defensywny pomocnik. Jest kuzynem innego piłkarza, Didiera Drogby.

## Życiorys
Piłkarz ten już jako dziecko wyemigrował z rodzinnego Abidżanu do Francuskiego Niortu. Tam też zaczął swoją karierę piłkarską, a konkretniej w malutkim klubiku, o nazwie Chamois Niortais. Od początku swojej przygody z piłką Olivier był kreowany na piłkarza defensywnego. Znakomicie odbierał piłkę, starał się grać agresywnie, ale czysto. Jednym słowem – typ walczaka. Szybko zwrócili na niego uwagę działacze LB Châteauroux i Tébily zmienił barwy klubowe. Długo tam miejsca nie zagrzał, a działacze tego klubu przyjęli ofertę z angielskiego Sheffield United F.C. W Anglii grał przez jeden sezon, po którym zdecydował się na ponowną zmianę otoczenia. Pozostał na Wyspach Brytyjskich, a jego nowym pracodawcą okazał się Celtic Glasgow.
Tébily był tam pewnym punktem defensywy, a występował z takimi piłkarzami, jak Tommy Boyd, Mohammed Sylla, Paul Lambert, Johan Mjällby, czy Henrik Larsson. Łącznie rozegrał w Szkocji 39 meczów, a po trzech sezonach gry przeniósł się ponownie do Anglii, tym razem do Birmingham City, a stało się to 22 marca 2002 i kosztowało Birmingham około 700 tysięcy funtów.
Cały rok 2002 Tébily grywał regularnie w zespole Birmingham City, aż do 21 grudnia, kiedy to doznał kontuzji kolana w meczu z zespołem Charlton Athletic. Po bardzo długiej rekonwalescencji, był gotowy do gry dopiero na początku sezonu 2003/2004. Od tego momentu już nigdy nie powrócił do poprzedniej formy i był wystawiany do gry w zespole bardzo nieregularnie. Zarzucano mu, przede wszystkim, brak pewności siebie i koncentracji w czasie meczów. W międzyczasie piłkarz przeszedł operację laserowej korekcji wzroku, aby pozbyć się uciążliwych podczas gry szkieł kontaktowych.
Ostatni występ piłkarza w pierwszym zespole Birmingham City odnotowano w październiku 2006. 14 stycznia 2008 zdecydowano się rozwiązać przedwcześnie kontrakt z zawodnikiem i na tej podstawie przeszedł do nowej drużyny. Tym razem, przeniósł się on na drugi kontynent, do grającego w lidze MLS zespołu Toronto FC. Po czterech meczach rozegranych w tej drużynie rozwiązał kontrakt z klubem.
Olivier Tebily ma na swoim koncie 18 występów w reprezentacji jak do tej pory.

## Kariera w liczbach
| Sezon   | Klub                  | Kraj    | Rozgrywki               | Mecze | Bramki |
| ------- | --------------------- | ------- | ----------------------- | ----- | ------ |
| 1993/94 | Chamois Niortais FC   | Francja | Division 2              | 6     | 0      |
| 1994/95 | Chamois Niortais FC   | Francja | Division 2              | 21    | 1      |
| 1995/96 | Chamois Niortais FC   | Francja | Division 2              | 31    | 3      |
| 1996/97 | Chamois Niortais FC   | Francja | Division 2              | 25    | 1      |
| 1997/98 | Chamois Niortais FC   | Francja | Division 2              | 8     | 9      |
| 1997/98 | LB Châteauroux        | Francja | Division 1              | 11    | 1      |
| 1998/99 | LB Châteauroux        | Francja | Division 2              | 3     | 0      |
| 1998/99 | Sheffield United F.C. | Anglia  | Division One            | 8     | 0      |
| 1999/00 | Celtic F.C.           | Szkocja | Scottish Premier League | 23    | 3      |
| 2000/01 | Celtic F.C.           | Szkocja | Scottish Premier League | 5     | 0      |
| 2001/02 | Celtic F.C.           | Szkocja | Scottish Premier League | 11    | 0      |
| 2001/02 | Birmingham City       | Anglia  | Division One            | 7     | 0      |
| 2002/03 | Birmingham City       | Anglia  | Premier League          | 12    | 0      |
| 2003/04 | Birmingham City       | Anglia  | Premier League          | 27    | 0      |
| 2004/05 | Birmingham City       | Anglia  | Premier League          | 15    | 0      |
| 2005/06 | Birmingham City       | Anglia  | Premier League          | 16    | 0      |
| 2006/07 | Birmingham City       | Anglia  | Championship            | 6     | 0      |
| 2007/08 | Birmingham City       | Anglia  | Premier League          | 0     | 0      |
| 2008    | Toronto FC            | Kanada  | MLS                     | 4     | 0      |